# Giulio Bisegni
Pas d'image ? Cliquez ici

a Compétitions nationales et continentales officielles uniquement.

b Matchs officiels uniquement.
Dernière mise à jour le 30 octobre 2021.
Giulio Bisegni, né le 4 avril 1992 à Frascati, est un joueur de rugby à XV italien. Il évolue au poste de centre et joue pour le Zebre en United Rugby Championship depuis 2013.

## Carrière

### En club
- 2011-2013 : Lazio Rugby
- Depuis 2013 : : Zebre

### En sélection
Il honore sa première cape internationale en équipe d'Italie le 14 février 2015 par une défaite 47-17 contre l'équipe d'Angleterre.

## Statistiques en équipe nationale
Au 30 octobre 2021, Giulio Bisegni compte 17 sélections en équipe senior.
| Année          | Compétition | Matchs | Points | Essais |
| -------------- | ----------- | ------ | ------ | ------ |
| 2015           | Six Nations | 2      | 0      | 0      |
| 2016           | Test matchs | 3      | 0      | 0      |
| 2017           | Six Nations | 2      | 0      | 0      |
| 2018           | Six Nations | 2      | 0      | 0      |
| Test match     | 2           | 0      | 0      |        |
| 2019           | Test match  | 2      | 0      | 0      |
| Coupe du monde | 1           | 0      | 0      |        |
| 2020           | Six Nations | 2      | 0      | 0      |
| Total          | Total       | 16     | 0      | 0      |